# Трофоний (пьеса)
«Трофоний» (др.-греч. Τροφώνιος) — комедия древнегреческого драматурга Менандра (IV—III века до н. э.), от которой сохранился только ряд фрагментов в виде цитат у других античных авторов. Время написания и постановки пьесы неизвестны.
Заглавный герой комедии — мифологический персонаж Трофоний, построивший храм Аполлона в Дельфах. Связь с ним уцелевших отрывков остаётся неясной.